# 솔베이그 도마르틴
솔베이그 도마르틴(Solveig Dommartin, 1961년 5월 16일 ~ 2007년 1월 11일)은 프랑스의 배우, 각본가, 영화배우, 영화 감독, 영상 편집자이다.
파리에서 태어났으며 파리에서 사망하였다. 사인은 심근 경색이다.  보주주에 매장되었다.

## 영화
- 멀고도 가까운 (1993년)
- 이 세상 끝까지 (1991년)
- 죽음은 두렵지 않다 (1990, S'en fout la mort) - 토니 역
- 더 프리즈너 오브 세인트 피터스버그 (1989년)
- 베를린 천사의 시 (1987년) - 마리온 역